# ECHOES
ECHOES（エコーズ）は、現在は作家としても活動中の辻仁成を中心に結成されたロック・バンド。1981年結成。1985年にCBS・ソニー（現・ソニー・ミュージックレーベルズ）よりデビュー。7枚のオリジナルアルバムを残し、1991年に解散。
2000年にフジテレビ系列で放送された辻脚本、菅野美穂主演ドラマ「愛をください」の主題歌として「ZOO」が起用されリバイバル・ヒット。同年12月28日、日本武道館にて一夜限りの再結成ライブを敢行。2011年3月11日の東日本大震災後、ファンからの復活の声に応え再始動し、再解散宣言せずにいたが、辻は日記に「エコーズはもうドラムの今川が天国に行った時に、完全に終わった」と記した。

## 作風
当時日本では誰もやっていなかった、U2やエコー&ザ・バニーメンといったニュー・ウェイヴの洋楽の音を取り入れた最初期のバンドのひとつ。特に初期の楽曲のテイストはポリスを彷彿とさせる、クールなサウンドが多い。また前期はシニカルで散文詩的な歌詞が多く、いじめ、家庭崩壊、コンピューター・ネットワークでしかコミュニケーションの取れない子供たち等、重いテーマが多かった。
後に辻自身「楽曲の完成度とは別にオーディエンスとの一体感を得るには難があった」旨の見解を示している。
後期はシニカルな視線はそのままに、熱いメッセージ性を織り込んだ作風となる。

## 略史
当初のメンバーは辻と今川の2人で、後のメンバーはオーディションで決定された。バンド名は最初QUARKだったが、トム・ロビンソンのライブで前座を務める際、ECHOESに変更した。自分達の音楽が水面に石を投げた後の波紋のように拡がっていって欲しいという意味で名付けられた。ちなみに初期のバンド名の表記はTHE ECHOESだった。
ライブでのソリッドな演奏と辻の描く青春や恋、人と人のすれ違いや社会批判などをシニカルに描いた歌詞が人気を評し、ロックファンや多くのミュージシャンに支持されてきた。特に当初、ジャック・ケルアックらビート・ジェネレーションの作家への言及が目立ち、「JACK」等実際の楽曲にもその影響がみられる。
セールス的にまずまずという状態が続いたが、1989年シングル「ZOO」（1988年に川村かおりに提供した曲のセルフカバー）がヒット。さらに辻がすばる文学賞を受賞したことで、音楽以外でのマスコミの注目度も上がり、三部作となる予定の『EGGS』を発表、続いて日本武道館ライヴを大成功させた。順風満帆かと思われた矢先に、突然に解散を表明。日比谷野外音楽堂でのライブ（1991年5月26日）を最後に解散。
当時、雑誌『ROCKIN'ON JAPAN』インタビューによれば、実際、メンバー各人から一度は解散、脱退の意思表示がされていたらしい（伊藤浩樹の場合は持病の治療等が理由）。その都度、辻がそれを押し留めていたが、小説家デビューを含め音楽活動を考えるために一旦バンドを休止したいと申し出た辻に対して、メンバーがそれならいっそ解散にしようと言ったのがことの推移。いつも解散を止めていた辻がそう言うのなら、止める理由がない…ということだったらしい。
また、辻がバンド解散後に発表した著書『音楽が終わった夜に』（1996年）によれば、解散直前の頃はECHOESという沈みかかった船を必死で持ち堪えていたが、武道館のライブが終わった事で辻の中で何か燃え尽きてしまい、結果船の沈没を保つ事が出来なくなってしまったからだという。同時に辻は解散について、事前に結成時からの仲である今川に相談するべきだったと後悔している。

## 解散後
「ZOO」のリバイバルヒットで再評価され、2000年12月28日に日本武道館にて一夜限りの再結成ライブを開催。本編出演したオリジナルメンバーは辻と伊藤だったがアンコールでは伊黒・今川も参加し「ZOO」「ONE WAY RADIO」「SOME ONE LIKE YOU」を演奏。
再結成ライブの翌2001年、辻は伊藤浩樹と新ユニット『ECHOES OF YOUTH』を結成、シングル3枚をリリース。ユニット名は'91年解散前のファンクラブ名に由来している。アルバム制作も発表していたが、リリースには至っていない。
2008年、辻と伊藤は元JUDY AND MARYの恩田快人・五十嵐公太と共にZAMZA N'BANSHEEを結成。ただし辻は自身のブログにて「ECHOESとジュディマリの曲はやらない」と明言。また「ZAMZA N'BANSHEEは辻仁成の最後のステージになる」とも語った。
2009年3月23日放送のフジテレビ系列のTV番組「HEY!HEY!HEY! MUSIC CHAMP 歌力の名曲CHAMP!蘇るいい歌だらけのスペシャル!」にZAMZA N'BANSHEEのメンバーが出演。「ZOO」を披露。
東日本大震災後、ファンからECHOES復活の声が上がり、2011年9月4日に福島Live Space C-moonでワンマンライブ「連帯の日」を行った。オリジナルメンバー4人でのフルステージは解散から20年振り。国連本部承認のNGO「国連の友アジア・パシフィック」の協力を得て12月22日に「連帯の日 TOKYO」を都内のライブハウス「SHIBUYA-AX」で行ない、新メンバーに小柳"cherry"昌法・礒江俊道を加え、2012年4月29日ARABAKI ROCK FEST．12出演、4月30日「ECHOES ROCK'N ROLL ENGINE 2012～連帯の日・福島～」を郡山CLUB#9、5月8日「同～連帯の日～ そのうち愛がないなら、今すぐ僕らは手をつなげ！」を渋谷公会堂で、新曲「そのうち愛がないなら、今すぐ僕らは手をつなげ～Solidarity」CD付LIVEを敢行した。

## メンバー
- 辻仁成（つじひとなり）：(Vo/G)（1959年10月4日生まれ）東京都日野市出身
楽曲の作詞作曲を担当していた。バイト先で偶然出会った今川のドラムに感動、彼とバンドを組む事を望んだ所からエコーズの歴史が始まった。作詞や作曲は夜の海などの広い場所で行う事が多い。アマチュア時代に働いていたハンバーガー屋で数々のハンバーガーを開発、売上に貢献した事で本気でハンバーガー屋になろうと考えた事もある。初期はエレキギターも使用していたが、後期は[K.Yairi]製のアコースティック・ギターやエレアコがメインとなっていた。ブラックジーンズにブーツ、バンダナがおなじみのスタイル。
- 伊藤浩樹（いとうひろき）：(G/Cho)（1963年4月9日生まれ）東京都出身
高校中退後、音楽をやりながらバイトで生計を立てていたが、このままではいけないとバンドの斡旋所でエコーズを紹介されオーディションを受けるが、彼はアンプの使い方すらよく分かっていない上、大した腕ではなかった為、不合格だと思っていたが、何故か選ばれた。辻曰く「伊藤は演奏は下手だったが、ただ上手いだけのギタリストより魅力があった上に、フィンガー・ピッキングが異常なほど上手かった」のが理由だという。フィンガー・ピッキングの上手さは、中学時代から通い続けていたパチンコで鍛えられた。初期のメインギターはフェンダー社のテレキャスターを使用していた。解散後はプロデューサー、ミュージシャンとして活動しながら、経営コンサルタントとしても活動している。主な在籍したバンドは、THE REBELS、Holy Noiz、W-Vision、Honey Grooverなど。主なプロデュースは、高岡由香（YUKA）、MANAMI、石渡奈緒美、浅倉夏樹、PIASなど。2005年ソロアルバム「Possible」をリリースした。
- 伊黒俊彦（いぐろとしひこ）：(B/Cho)（1960年10月20日生まれ）鹿児島県出身
上京しエコーズのギタリストのオーディションを受けるが、ギタリスト・オーディションが終わっていた為でベースでもいいので参加したいとそれまでギターしか経験が無かったがエコーズに入る為に必死になりベースを練習したという逸話がある。
バンド解散後は、音楽活動から遠ざかっていった。2008年から再始動し作品を発表。2015年にはカメラマンとしても認められ写真の販売を行い、自宅でブティックを営業（外部リンク参照）。
- 今川勉（いまがわつとむ）：(Dr/Cho)（1959年3月27日 - 2020年1月14日）秋田県出身
バンマスとして結成当初からエコーズを支え続けてきた。上京後に買い物に訪れたジーンズショップで店員だった辻と出会い、音楽の話などで意気投合してバンドを組む事になる。バンド解散後は、1990年から山羊智詞＆赤羽楽団に参加。その後、山羊智詞、水江慎一郎、横内健亨、朝井泰生らとダイナマイトマシーンを結成するも、体調不良を訴えツアー途中で離脱（後任に太田明（筋肉少女帯）がサポート参加するがデビュー・アルバム・レコーディング中に解散）。甲斐よしひろのバンド「KAI FIVE」や真島昌利のソロアルバム「夏のぬけがら」などにドラマーとして参加。その後、動脈瘤乖離により生死を彷徨ったが、後遺症はあるものの概ね回復、音楽活動（地元秋田や東京で数々のバンドやサポート・指導・プロデュース・作詞・作曲・ドラム講師・CD発売等）以外にも絵画などの個展を開いていた。後年はバンド「Bumble Bee.Project」や「dredkingz」等に参加していた。2002年には「ドードー鳥の青い星」、2006年には「STARING OVER」とソロアルバムをリリースした。2020年1月14日、死去[6][7][8][9][10]。60歳没。

（2011年再結成より）
- 小柳"cherry"昌法（こやなぎ・チェリー・まさのり）：(Dr)（1959年10月23日生まれ）静岡県浜松市出身
- 磯江"JOHN"俊道（いそえ・ジョン・としみち）：(key)（1969年5月27日生まれ）東京都三鷹市出身

## ディスコグラフィ

### シングル
1. Bad Morning　（1985年4月21日発売：7インチ・シングル）
2. Jack　（1985年10月21日発売：12インチ・シングル）
3. STELLA　（1986年4月21日発売：12インチ・シングル）
4. GENTLE LAND　（1987年3月21日発売：片面シングル）
5. Foolish Game　（1988年2月26日発売：8cmCDシングル）
6. ZOO　（1989年3月21日発売：8cmCDシングル）
7. LOVIN' YOU　（1990年3月1日発売：8cmCDシングル）
8. TWO HEARTS　（1990年7月1日発売：8cmCDシングル）
9. ONE NITE DREAM　（1990年11月1日発売：8cmCDシングル）
10. ZOO　（2000年7月19日発売：マキシシングル）
11. ALONE　（2000年11月29日発売：マキシシングル）
12. そのうち愛がないなら、今すぐ僕らは手をつなげ〜Solidarity（2012年10月4日：ZIZZ STUDIOよりアルバム「ECHOES LIVE CD in 渋公ワンマン2012」とセットのみで発売）

### 映像作品
1. FOOLISH GAME（1988年2月26日発売）
2. THE BORDER Vol.1 ECHOES LIVE AT SHIBUYA KOKAIDO（1988年9月21日発売）
3. THE BORDER Vol.2 ECHOES LIVE AT SHIBUYA KOKAIDO（1988年9月21日発売）Vol.1とVol.2の合本版も発売
4. SELECTION（1989年10月8日発売）
5. LIVE at 武道館 Columbus' Egg '90（1990年発売）
6. the echo of echoes -LIVE RUST TOKYO 1981-1991（1991年発売）
7. ONE NIGHT STAND IN THE ZOO（2001年7月18日発売）
8. DVD-BOX「ECHOES on the MOVE」（2011年ソニーミュージックショップ：オーダーメイドファクトリーで商品化）

### 参加アルバム
- Alive! Hiroshima 1987 5・6 Aug.（1987年10月10日発売:ポリドール）「JACK」収録
- ALIVE HIROSHIMA ‘88（1988年10月21日発売:ポリドール）「Foolish Game」収録

### レコーディング参加
- 高橋研「BEAT」[11]

### バンドスコア
- WELCOME TO THE LOST CHILD CLUB（1985年）
- HEART EDGE（1987年）
- NO KIDDING including STELLA by ECHOES（1987年）
- Goodbye gentle Land（1987年）
- BEST OF BEST（2000年）
- ZOO (ピアノ&ギター・ピース、2000年)
- バンドスコアピースBP278 ZOO（2000年）
  - ZOO/ECHOES (LBS275)[オンデマンド楽譜]（2016年）

### 写真集
- ECHOES Scrap and Build（1989年6月1日発売/自由国民社）

### ECHOES OF YOUTH
- 恋するために生まれた（2001年4月25日発売）
- REAL（2001年7月18日発売）
  - 映画「フィラメント」（監督：辻仁成）主題歌「FILAMENT」収録
  - デビュー曲のカップリング曲の別バージョン「VISITOR 2001」収録
- SLOW（2001年11月21日発売）

## タイアップ一覧
| 使用年          | 曲名                 | タイアップ                                                            |
| --------------- | -------------------- | --------------------------------------------------------------------- |
| ECHOES          |                      |                                                                       |
| 1989年          | ZOO                  | TBS系ドラマ『はいすくーる落書』劇中歌                                 |
| 1990年          | TWO HEARTS           | アメリカ屋靴店 CMソング                                               |
| 1990年          | GENTLE LAND          | NHK総合『燃えてトライアル』テーマソング                               |
| 1990年          | ONE NITE DREAM       | NHK総合『燃えてトライアル』テーマソング                               |
| 2000年          | ZOO                  | フジテレビ系 水曜劇場『愛をください』主題歌                           |
| 2000年          | ALONE                | TBS系『オフレコ!』エンディングテーマ                                  |
| 2002年          | ZOO                  | 国際協力機構「青年海外協力隊シニアボランティア募集」CMソング          |
| ECHOES OF YOUTH |                      |                                                                       |
| 2001年          | 恋するために生まれた | テレビ朝日系 土曜ナイトドラマ『es 危険な扉 -愛を手錠で繋ぐ時-』主題歌 |
| 2001年          | SLOW                 | テレビ朝日系 金曜ナイトドラマ『嫉妬の香り』主題歌                     |
| 2002年          | FILAMENT             | 映画『フィラメント』主題歌                                            |

## エピソード
QUARK時代、Sというベーシストがいた。彼は、辻が当時アルバイトをしていたジーンズショップの同僚で、辻と音楽の趣味が会う事から、その時客として店に来ていたドラマーの今川を誘い、3人でバンドを組むことに。しかし、Sは全くベースが上手くならない事から、彼らはSをクビにする。
当初より、バンドの中心メンバーであった辻と今川は、当時辻がアルバイトをしていたジーンズショップで出会ったが、その後、辻がある貸スタジオに行った際、そこにたまたまいた今川の豪快なドラム演奏に辻が一目惚れし、スタジオの名簿表から彼の家の住所を調べ葉書を送ったが待ち切れず彼の家に行って、ギターを演奏して彼をバンドに誘った、という逸話がある。
デビュー当時のディレクターは、彼等より少し前にデビューした尾崎豊のプロデュースを務めた須藤晃。須藤は尾崎に付きっきりだった為、ECHOESのプロデュースは1作目のみだったが、辻との親交は続き、名作と称される4作目『GOOD-BYE GENTLE LAND』のタイトルを決めたのも彼の功績である。は当初の辻の案では『ジャングルランド』だった。これを、須藤が『ジェントルランド』と聞き間違ったのだが、都会からの脱出というのが逆に皮肉っぽくてアルバム内容に合っているとそのまま決定。
映画版『Dr.スランプ』の主題歌依頼が来たが、バンドの楽曲と合わないという理由で断っている。
伊藤は、PVの撮影中、今川が柵を乗り越えようとした時に左手の指を踏まれ骨折。完治するまでの間、サポート・ギターとして、元ザ・ロッカーズの谷信雄がギターを弾いていたが、大事なライブの前日にコンタクトレンズで目を傷付け、失明する危険があったので休養することに。やむなく伊藤が指にギプスを付けたままライブを行い、見事にギターソロを弾いた話がある。
業界内にも、エコーズに影響を受けたバンドやミュージシャンは多く、Mr.Childrenの桜井和寿は、バンド結成当初はECHOESの初期の楽曲を全部マスターし、特にECHOES初期の曲「Someone Like You」について「強く影響を受けた曲」として語っている。
伊黒は、2008年8月に再始動、ユニット形式での楽曲配信を行っている（外部リンク参照）。
やしきたかじんと泰葉が司会をしていた『ハロー!ナショナルショウルーム』（MBSラジオ）にゲストとしてECHOESがプロモーションで出演した際、たかじんが辻をリーダーと勘違いしたこともあり、横柄な態度に（番組に出演しておきながら質問されても無視、何を聞かれても「CDを買ってもらえればわかりますよ」としか答えない、全くやる気のない受け答え）番組が進行しなくなり、最初は下手に出ていたたかじんと泰葉がついに激怒。泰葉がたかじんに「やっちゃいな!」と言い放ち、たかじんは録音を止めさせて、「そんなんやったらわざわざここへ来んと、CDだけ売っとったらええやろ!」と譜面台を投げつけ一喝。会場のナショナルショウルーム（当時、阪神百貨店6階）は騒然となった。後に語ったたかじんの言い分は「しゃべんの嫌やったらFMに出え!ここはAMじゃ!」というもの。1989年3月10日深夜の「鴻上尚史のオールナイトニッポン」に辻がゲスト出演した際「僕が悪かった」と語っていたが、2014年11月8日放送「たかじんNOマネー〜人生は金時なり〜」で、辻は「一度お会いして謝りたかった。誤解を解きたかった。あの時（25歳）の自分は若かった。たかじんさんの檄を胸にして、今は初対面の人には礼儀正しく挨拶するようにしています」と、謝罪と感謝の言葉が流れた。
なお、上述のエピソードの一部は、辻のバンド解散後の著書である『音楽が終わった夜に』（1996年）で読むことが出来る。